# Опала (річка)
Опала (устар. Апанач ) - річка на півострові Камчатка. Протікає територією Усть-Большерецького району Камчатського краю. Довжина річки 161 км, площа водозбірного басейну - 4070 км.
За площею басейну Опала займає 21-е місце серед річок Камчатки і 165-е - у Росії.
Поблизу гирла знаходиться однойменне село .

## Гідрографія
Утворюється злиттям річок Права Опала та Середня Опала. Температура води у літні місяці 5-8 градусів. Швидкість перебігу – 0,5-2 м/с. Ширина річки 50-100 м. Бере витоки на околицях гори Толмачова, впадає в Охотське море. За кілька кілометрів до впадання протікає паралельно та дуже близько до берега моря. Поряд з гирлом знаходяться сезонні рибальські селища Опала та Селедова.
У верхів'ях річки знаходяться Верхньо-Опальські гарячі джерела, а в районі виходу річки до вулкана Опала розташовані Нижньо-Опальські холодні мінеральні джерела.

## Водний режим
Живлення річки переважно снігове. Понад половину річного водного стоку відбувається у весняно-літню повінь. Його пік зазвичай посідає середину — кінець червня .

## Гідронім
Названа російськими першопрохідцями-козаками по прилеглій сопці Опал, яка добре помітна з моря і служила орієнтиром суднам, що пропливають. Сам топонім має ітельменське походження, ймовірно від слова Апач - «батько». Вперше річку нанесено на карту на початку 18 ст. 

## Іхтіофауна
У водах річки мешкають мікіжа, кунжа, голець, також нереститься чавича, нерка, кета, горбуша, кижуч  .

## Притоки
Всі притоки річки відносяться до малих річок та струмків  .
Об'єкти перераховані по порядку від гирла до початку .
- 6 км: Хетик
- 33 км: Крива Опала
- (? км): — озеро Вісімнадцяте[5]
- 34 км:  річка без назви
- 52 км:  річка без назви
- 53 км:  річка без назви
- 55 км: Рибний
- 57 км:  річка без назви
- 61 км: Саван, Прав. Саван
- 88 км: Озерний
- 98 км:  річка без назви
- 103 км: Перший Ключ
- 115 км: річка без назви
- 121 км: Права Опала
- 125 км: Ліва Опала
- 145 км:  річка без назви
- 147 км:  річка без назви